# 프로그래밍 펄
《프로그래밍 펄》(Programming Perl)은 펄 프로그래밍 언어를 사용하여 프로그램을 작성하는 것에 관하여 쓴 책의 하나로, 프로그래머들 사이에서는 카멜 북(Camel Book)으로 부른다. 펄 버전 4 이후로 주요 언어 변경사항을 반영하기 위해 여러 에디션으로 개정되었다(1991~2012년). 이 에디션들은 펄의 개발자 래리 월과 랜들 L. 슈왈츠, Tom Christiansen, Jon Orwant가 공동으로 저작하였다. 오라일리 미디어가 출판한 이 책은 펄 프로그래머들의 정본 참조 책으로 간주된다. 수천 장 이상의 다양한 에디션들이 각 펄 언어 버전 및 인터프리터에 대한 완전한 설명을 담고 있다.
펄이 다루는 부분에서 사소한 코드 스니펫에서부터 상당히 복잡한 식에 이르는 예제들이 있다. 카멜 북 에디션은 접근성이 좋고 유머스러운 스타일로도 유명하다.

## 역사
분홍색 척추 모양 때문에 핑크 카멜(pink camel)이라는 별칭을 지닌 제1판은 1991년 1월 첫 출판되었으며 펄 언어 버전 4를 다루고 있다. 이는 래리 월, 랜들 L. 슈왈츠의 작품이다. 1996년 8월 제2판이 출판되기까지 펄은 상당한 변화를 겪었다. 지금은 참조, 객체, 패키지, 또 그 밖의 현대의 프로그래밍 생성자들을 포함하고 있다. 이러한 변경사항에 대응하여 2명의 원저자는 Tom Christiansen과 공동으로 처음부터 책을 다시 작성하였다. 2000년 7월에 《프로그래밍 펄》의 제3판이 출간되었다. 이 판은 당시 월, Christiansen, Jon Orwant에 의해 펄 5.6 언어를 대상으로 다시 재작성되었다. 제4판은 펄 버전 5.14를 대상으로 주요 대상을 구성하며 다시 작성되었으며 펄에서의 유니코드 사용에 대한 설명을 개선하였다. 제4판은 2012년 2월에 출판되었다. 이 판은 Tom Christiansen, 브라이언 D. 포이, 래리 월, Jon Orwant이 작성하였다.
《프로그래밍 펄》은 오라일리에 의해 전자적으로 읽을 수 있으며, 여기에는 다양한 에디션의 펄 CD 북셸프, 사파리 서비스(기술 전자책을 포함하는 구독 기반 웹사이트)를 통해 지원된다. 출판사는 온라인을 통해 제3판의 18장의 무료 샘플, 그리고 제4판의 제1장, 또 이 책(제3판)의 완전한 코드 예제를 제공한다. 오라일리는 펄과 관련한 카멜의 사용에 대한 상표를 갖고 있으나 비상업적인 사용을 허용하고 있다.

## 에디션
- 제1판 (1991년. 482쪽. 펄 4를 대상으로 작성됨. ISBN 978-0-937175-64-4)
- 제2판 (1996년. 670쪽. 펄 5.003를 대상으로 작성됨. ISBN 978-1-56592-149-8)
- 제3판 (2000년. 1104쪽. 펄 5.6를 대상으로 작성됨. ISBN 978-0-596-00027-1)
- 제4판 (2012년. 1184쪽. 펄 5.14를 대상으로 작성됨. ISBN 978-0-596-00492-7)

## 같이 보기
- 래리 월